# Слава Руса (Тулћа)
Слава Руса (рум. Slava Rusă) насеље је у Румунији у округу Тулћа у општини Слава Черкеза. Oпштина се налази на надморској висини од 50 m.

## Становништво
Према подацима из 2002. године у насељу је живело 1347 становника.

### Попис2002.
| Расподела становништва по националности 2002.‍ | Расподела становништва по националности 2002.‍ | Расподела становништва по националности 2002.‍ | Расподела становништва по националности 2002.‍ | Расподела становништва по националности 2002.‍ |
| --------------------------------------------- | --------------------------------------------- | --------------------------------------------- | --------------------------------------------- | --------------------------------------------- |
|                                               |                                               |                                               |                                               |                                               |
| Румуни                                        | Румуни                                        |                                               | 380                                           | 28,3%                                         |
| Руси                                          | Руси                                          |                                               | 965                                           | 71,7%                                         |